# Municipio de Beaver (condado de Aitkin)
El municipio de Beaver (en inglés: Beaver Township) es un municipio ubicado en el condado de Aitkin en el estado estadounidense de Minnesota. En el año 2010 tenía una población de 53 habitantes y una densidad poblacional de 0,58 personas por km².

## Geografía
El municipio de Beaver se encuentra ubicado en las coordenadas 46°27′46″N 93°7′0″O / 46.46278, -93.11667. Según la Oficina del Censo de los Estados Unidos, el municipio tiene una superficie total de 91.41 km², de la cual 91,41 km² corresponden a tierra firme y (0 %) 0 km² es agua.

## Demografía
Según el censo de 2010, había 53 personas residiendo en el municipio de Beaver. La densidad de población era de 0,58 hab./km². De los 53 habitantes, el municipio de Beaver estaba compuesto por el 94,34 % blancos y el 5,66 % eran de una mezcla de razas. Del total de la población el 0 % eran hispanos o latinos de cualquier raza.